# Judith Mbougnade
Judith Mbougnade (sinh ngày 11 tháng 7 năm 1998) là một võ sĩ đến từ Cộng hòa Trung Phi. Cô đã tham dự Thế vận hội Mùa hè 2016 trong nội dung hạng ruồi nữ, trong đó cô đã bị loại ở vòng 16 bởi Ingrit Valencia.